# Varanus boehmei
Varanus boehmei este o specie de reptile din genul Varanus, familia Varanidae, descrisă de Surrey Wilfrid Laurance Jacobs în anul 2003. Conform Catalogue of Life specia Varanus boehmei nu are subspecii cunoscute.